# Aloe hahnii
Aloe hahnii là một loài thực vật có hoa trong họ Măng tây. Loài này được Gideon F.Sm. & Klopper mô tả khoa học đầu tiên năm 2009.